# LaLiga 123 TV
LaLiga 1|2|3 TV fue un canal de televisión por suscripción español, propiedad de LaLiga, que inició sus emisiones el 19 de agosto de 2016 al declararse desierto el concurso de compra de los derechos audiovisuales de LaLiga 1|2|3 para las temporadas 2016–17, 2017–18 y 2018–19.
El canal estuvo disponible a través de Movistar+, Vodafone TV, Orange TV, Telecable, Euskaltel y Opensport, y ofrecía 8 multicanales, además del canal principal.
El canal finalizó sus emisiones el 16 de agosto de 2019, tras finalizar la concesión de derechos de LaLiga 1|2|3 para las tres próximas temporadas.